# Short track na Zimowych Igrzyskach Azjatyckich 2025
Short track na Zimowych Igrzyskach Azjatyckich 2025 odbył się w dniach 7–9 lutego 2025 roku w HIC Multifunctional Hall w Harbinie. Dziewięćdziesięciu czterech zawodników obojga płci rywalizowało w dziewięciu konkurencjach indywidualnych i zespołowych.

## Podsumowanie

### Klasyfikacja medalowa
| Klasyfikacja medalowa | Klasyfikacja medalowa | Klasyfikacja medalowa | Klasyfikacja medalowa | Klasyfikacja medalowa | Klasyfikacja medalowa |
| Miejsce               | państwo               | Złoto                 | Srebro                | Brąz                  | Razem                 |
| --------------------- | --------------------- | --------------------- | --------------------- | --------------------- | --------------------- |
| 1                     | Korea Południowa      | 6                     | 4                     | 3                     | 13                    |
| 2                     | Chiny                 | 2                     | 2                     | 4                     | 8                     |
| 3                     | Kazachstan            | 1                     | 2                     | 0                     | 3                     |
| 4                     | Japonia               | 0                     | 1                     | 2                     | 3                     |
| Razem                 | Razem                 | 9                     | 9                     | 9                     | 27                    |

### Medaliści
| Konkurencja     | 1. miejsce | 2. miejsce | 3. miejsce |           |
| Mężczyźni       | Mężczyźni | Mężczyźni | Mężczyźni | Mężczyźni |
| --------------- | --- | --- | --- | --------- |
| 500 m           | Lim Hyo-jun | Park Ji-won | Jang Sung-woo |           |
| 1000 m          | Jang Sung-woo | Park Ji-won | Shaoang Liu |           |
| 1500 m          | Park Ji-won | Lim Hyo-jun | Jang Sung-woo |           |
| Sztafeta 5000 m | KazachstanGleb Iwczenko · Dienis Nikisza · Mersaid Żaksybajew · Adil Galiachmietow · Ajbek Nasen · Abzał Ażgalijew                 | JaponiaShun Saito · Daito Ochi · Shuta Matsuzu · Tsubasa Furukawa · Osuke Irie · Kota Kikuchi                                                        | ChinyShaoang Liu · Lim Hyo-jun · Sun Long · Shaolin Sándor Liu · Zhu Yiding · Li Wenlong                                           |           |
| Kobiety         | | | |           |
| 500 m           | Choi Min-jeong | Kim Gil-li | Lee So-yeon |           |
| 1000 m          | Choi Min-jeong | Kim Gil-li | Zhang Chutong |           |
| 1500 m          | Kim Gil-li | Gong Li | Zang Yize |           |
| Sztafeta 5000 m | ChinyFan Kexin · Gong Li · Zhang Chutong · Wang Xinran · Zang Yize · Yang Jingru                                                   | KazachstanOlga Tichonowa · Jana Chan · Alina Ażgalijewa · Malika Jermek · Zejnep Kumarkan · Madina Żanbusinowa                                       | JaponiaRina Shimada · Yuki Ishikawa · Haruna Nagamori · Riho Inuzuka · Miyu Miyashita · Kurumi Shimane                             |           |
| Mieszane        | | | |           |
| Sztafeta 2000 m | Korea PołudniowaKim Gil-li · Choi Min-jeong · Park Ji-won · Kim Tae-sung · Jang Sung-woo · Noh Do-hee · Shim Suk-hee · Kim Gun-woo | KazachstanJana Chan · Malika Jermek · Dienis Nikisza · Adil Galiachmietow · Alina Ażgalijewa · Olga Tichonowa · Mersaid Żaksybajew · Abzał Ażgalijew | JaponiaRina Shimada · Riho Inuzuka · Shun Saito · Tsubasa Furukawa · Yuki Ishikawa · Shuta Matsuzu · Miyu Miyashita · Kota Kikuchi |           |